# Didymana bidens
Didymana bidens är en fjärilsart som beskrevs av John Henry Leech 1890. Didymana bidens ingår i släktet Didymana och familjen sikelvingar. Inga underarter finns listade i Catalogue of Life.